# Escuela Politécnica de Ingeniería de Ferrol
La Escuela Politécnica de Ingeniería de Ferrol (EPEF, del gallego, Escola Politécnica de Enxeñaría de Ferrol) es un centro universitario de la ciudad de Ferrol dependiente de la Universidad de La Coruña. La EPEF está ubicada en el Campus de Esteiro, un recinto integrado en el centro de la ciudad de Ferrol, también a pocos metros de la conocida como «Puerta del Astillero», actualmente denominada Navantia. En el Campus de Esteiro se encuentran además otros centros de la Universidad de La Coruña, que conforman el entorno académico de la zona.

## Historia

### Estudios en Serantes: Escuela Universitaria Politécnica de Ferrol

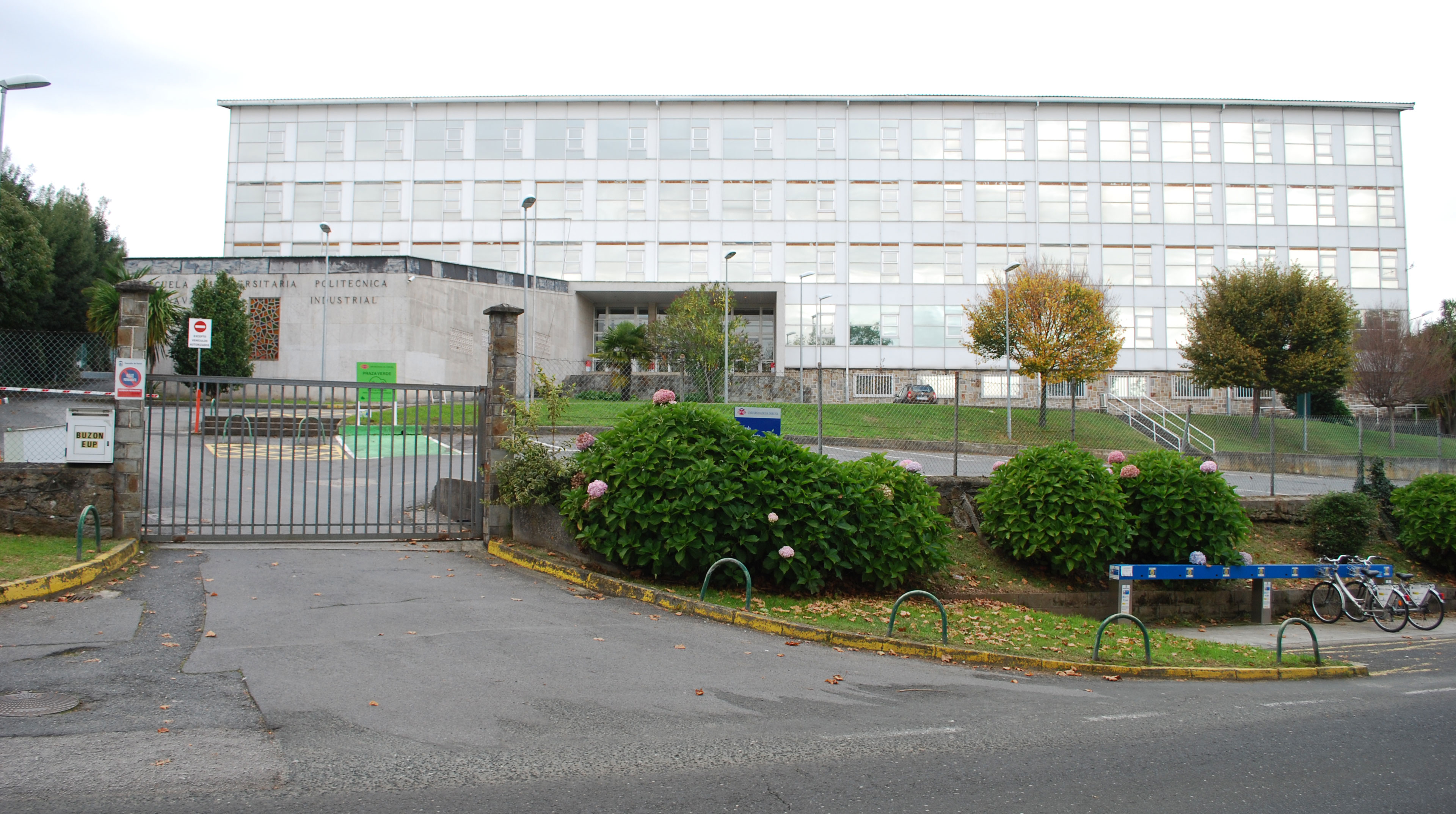
Fachada de la antigua Escuela Universitaria Politécnica de Ferrol

Los orígenes de la Escuela Universitaria Politécnica de Ferrol en Serantes se encuentran en el Instituto "Concepción Arenal" de Ferrol, ya que entonces no había otro edificio disponible para los estudios de ingeniería técnica naval, creados por orden ministerial de diciembre de 1963. El actual edificio en Serantes de la Escuela Universitaria Politécnica se inauguró en 1972 para acoger los estudios de Ingeniería Técnica Naval, en el curso 1972-73. La construcción del edificio se presupuestó en 35.600.000 pesetas y el arquitecto encargado del proyecto fue D. F. García-Escudero y Torroba.
En la década de 1980, la Escuela de Ingenieros Técnicos Navales se transformó en Escuela Universitaria Politécnica (EUP) con la incorporación de los estudios de Ingeniería Técnica Industrial. En enero de 1990 la Escuela de Serantes, con todos sus profesores, se trasladó por Decreto de la Junta de Galicia a la Universidad de La Coruña. Hasta entonces la Escuela dependía de la Universidad de Santiago de Compostela. En total se podían estudiar cuatro titulaciones técnicas en la escuela de Serantes:
- Ingeniería Técnica Naval, especialidad en Propulsión y Servicios al Buque.
- Ingeniería Técnica Naval, especialidad en Estructuras Marinas.
- Ingeniería Técnica Industrial especialidad en Electricidad.
- Ingeniería Técnica Industrial, especialidad en Electrónica Industrial.

A partir de su integración en la Universidad de La Coruña, se llevaron a cabo diversas ampliaciones, modificaciones y mejoras en el Centro principalmente para dotar de capacidad a las nuevas demandas de laboratorios y espacio para los estudiantes. Se transformó el gimnasio en un gran salón de clases, mejoras a las instalaciones de todos los departamentos, ampliación de salones y oficinas en el área del corredor entre el edificio central y el área de talleres, pintura y subdivisión del área de talleres, creación de Aulas de CAD, aula de NET y diferentes laboratorios de Electricidad y Electrónica, instalación del servicio de extinción de incendios o escaleras de emergencia. Mejora de todo el mobiliario del aula, ampliación de la biblioteca y cafetería, servicio de reprografía y salón de actos.

### Estudios en Esteiro: Escuela Politécnica Superior de Ferrol
Tiene su origen como escuela politécnica a partir de la Ley 11/1989, de 20 de julio, de Ordenación del Sistema Universitario de Galicia, por la que se crea la Universidad de La Coruña, que constituye junto con la de Santiago de Compostela y con la de Vigo el Sistema Universitario de Galicia. Los Estatutos de la Universidad de La Coruña quedaron aprobados por Decreto 253/1992, indicado en el art. 13 su estructura territorial en los Campus de La Coruña y Ferrol.
La cesión por parte del Ministerio de Defensa de las instalaciones del antiguo Hospital de A Mariña supone el inicio de la creación del Campus de Esteiro, que desde el curso 1991/92 acogió la Escuela Politécnica Superior de Ferrol, creada en virtud del Decreto 274/1991, de 30 de julio, del Ministerio de Educación y Ordenación Universitaria de la Junta de Galicia.
Esta escuela inició su actividad en el curso 1991/92 impartiendo la titulación de ingeniería naval y oceánica, inicialmente en aulas temporales y, posteriormente (28/01/1992), en las nuevas instalaciones citadas, donde ya en el curso 1992/93 se iniciaron los cursos correspondientes a la licenciatura en ingeniería industrial. Ambas titulaciones partían de planes de estudio provisionales, estando posteriormente regulados estos estudios según:
- Ingeniería Industrial: Plan de estudios publicado por Resolución de 23 de julio de 1993 (BOE 19/08/1993), con una carga docente global de 444 créditos, distribuidos en dos ciclos de 2+3.
- Ingeniería Naval y Oceánica: Plan de estudios publicado también por Resolución de 23 de julio de 1993 (BOE 19/08/1993) con una carga lectiva global de 433 créditos, distribuidos en dos ciclos de 2+3.

### Fusión de ambas escuelas ingeniería: Creación de la Escuela Politécnica de Ingeniería de Ferrol
Tras más de una década mencionándose la posibilidad de fusionar la Escuela Universitaria Politécnica (ubicada en Serantes) y la Escuela Politécnica Superior (situada en el campus de Esteiro), la integración de ambos centros se produjo finalmente por el Decreto 134/2021 del 16 de septiembre de 2021 de la Junta de Galicia. El nuevo centro surgido como resultado de dicha fusión pasó a denominarse Escuela Politécnica de Ingeniería de Ferrol. Esta nueva escuela, se enmarca en el Campus Industrial de Ferrol (CIF), primer campus de especialización acreditado del Sistema Universitario de Galicia.

## Oferta formativa actual

### Estudios de grado
- Grado en ingeniería mecánica
- Grado en ingeniería eléctrica
- Grado en ingeniería electrónica industrial y automática
- Grado en ingeniería naval y oceánica
- Grado en ingeniería de tecnologías industriales

### Estudios de máster
- Máster Universitario en ingeniería industrial
- Máster Universitario en ingeniería naval y oceánica
- Máster Universitario en eficiencia energética y sostenibilidad
- Máster Universitario en informática industrial y robótica
- Máster Universitario en materiales complejos: análisis térmico y reología
- Máster Universitario en diseño, desarrollo y comercialización de videojuegos

### Estudios de doctorado
En la actualidad en la EPEF se imparte el programa de doctorado de ingeniería naval e industrial.